# Munich Challenger 1991
Il Munich Challenger 1991 è stato un torneo di tennis facente parte della categoria ATP Challenger Series nell'ambito dell'ATP Challenger Series 1991. Il torneo si è giocato a Monaco di Baviera in Germania dal 18 al 24 novembre 1991 su campi in sintetico ndoor.

## Vincitori

### Singolare
Arne Thoms ha battuto in finale  Markus Naewie per 4–6, 6–3, 6–4.

### Doppio
Tom Kempers /  Chris Pridham hanno battuto in finale  Rudiger Haas /  Arne Thoms per 7–6, 6–4.